# Peti Sándor
Peti Sándor, született Kanitzer Sándor (Kiskunhalas, 1898. november 6. – Budapest, 1973. április 6.) magyar színész, érdemes művész.

## Életpályája
Kanitzer Mihály (1868–1924) vegyeskereskedő és Schön-Fleischl Regina fia. A vasútnál kezdett dolgozni, majd Rózsahegyi Kálmán Színiiskolájában tanult, és 1921-ben az ő ajánlásával szerződött az Apolló Kabaré társulatához. 1945-ig az Andrássy úti Színházban, az Unió Színházakban, a Magyar Színházban és a Vígszínházban is játszott. 1946 és 1956 között a Nemzeti Színház tagja volt, ezt követően a Petőfi, majd a Jókai, később a Thália Színházban játszott egészen nyugdíjba vonulásáig, 1964-ig. Ezután már csak egy-egy szerepre szerződött. Pályáját – főként komikus kisemberek alakításával – epizodistaként kezdte, s egy-két főszereptől eltekintve élete végéig megmaradt a rövidebb karakterszerepek kitűnő alakítójának. 1951–től 1953-ig a Színművészeti Főiskolán tanított. 1931-től haláláig több mint ötven filmben játszott.
Kétszer nősült. Első felesége Fehér Lili (szül.: Klein Lívia) színésznő volt, akivel 1923. május 30-án az Erzsébetvárosban kötött házasságot, ám öt évvel később elváltak. Második felesége Ligeti Magda (1909–1977) ideggyógyász-pszichoanalitikus volt, akivel 1940-től haláláig élt együtt.

## Fontosabb színházi szerepei
A Színházi adattárban regisztrált bemutatóinak száma: 89. Ugyanitt harmincöt színházi fotón is látható.
- Hašek: Svejk – Svejk
- Pirandello: Az ember, az állat és az erény – Lelio
- Molière: A kényeskedők – Mascarille
- Shakespeare: Vízkereszt – Böffen Tóbiás
- Gogol: A revizor – Dobcsinszkij
- Molnár Ferenc: Olympia – Krehl
- Shaw: Szerelmi házasság – Lickcheese
- Shaw: Tanner John házassága – Mendoza
- Csehov: Cseresznyéskert – Firsz
- Móricz Zsigmond: Úri muri – Pintér
- Fejes Endre: Mocorgó – apa
- Örkény István: Tóték – postás

## Filmszerepei
- Füst (1930)
- A kék bálvány (1931) – Hivatalnok
- Mindent a nöért! (1933) – Sipeki
- Miss Iza (1933)
- Vasember (1933) – János, szolga
- Vica, a vadevezős (1933) – Sipeki
- Márciusi mese (1934) – János
- Rotschild leánya (1934)
- Barátságos arcot kérek (1935)
- Elnökkisasszony (1935)
- Halló Budapest! (1935)
- Tisztelet a kivételnek (1936) – Ablakmosó
- A férfi mind őrült (1937) – Pincér
- Fizessen, nagysád! (1937) – Domokos, irodaszolga
- Mámi (1937) - Kárpáthi úr
- Rozmaring (1938) – Hivatalszolga
- Beszterce ostroma (1948) – végrehajtó
- Díszmagyar (1949)
- Úri muri (1949)
- A kiskakas gyémánt félkrajcárja (1951, rajzfilm) – Kisbíró (hang)[9]
- Civil a pályán (1951) – Inke bácsi
- Állami áruház (1952) – öreg szabó
- Kiskrajcár (1953) – Zámbó Lajos
- 2×2 néha 5 (1954) – egyetemi tanár
- Életjel (1954) – Gáspár
- Körhinta (1955) – Pincér
- Egy pikoló világos (1955) – Jocó bácsi, pincér
- Dollárpapa (1956)
- Mese a 12 találatról (1956)
- Tanár úr kérem… (1956) – Pedellus / Kormányos
- Gerolsteini kaland (1957) – börtönőr
- Csendes otthon (1957)
- Bogáncs (1958)
- Micsoda éjszaka! (1958)
- Felfelé a lejtőn (1958) – Perjés Ábris, fodrász
- A megfelelő ember (1959)
- Álmatlan évek (1959)
- Kölyök (1959) – Gyári portás
- Merénylet (1959)
- Pár lépés a határ (1959)
- Szerelem csütörtök (1959)
- Az arcnélküli város (1960)
- Egy régi villamos (1960, rövid játékfilm)
- Fűre lépni szabad (1960) – könyvárus
- Két emelet boldogság (1960) – tanár
- Kilenc perc (1960, rövid játékfilm)
- Rangon alul (1960)
- Virrad (1960)
- Áprilisi híradó (1961)
- Csutak és a szürke ló (1961) – házmester
- Délibáb minden mennyiségben (1961)
- Mindenki ártatlan? (1961)
- Nem ér a nevem (1961) – Robi bácsi, az üdülő gondnoka
- Az aranyember (1962)
- Húsz évre egymástól (1962)
- Isten őszi csillaga (1962)
- Kertes házak utcája (1962)
- Lopott boldogság (1962)
- A szélhámosnő (1963) – Másik bácsi
- Hattyúdal (1963) – Laták
- Meztelen diplomata (1963) – Vangold
- Tücsök (1963)
- Másfél millió (1964)
- Négy lány az udvaron (1964) – Portás
- Háry János (1965)
- Patyolat akció (1965)
- És akkor a pasas… (1966) – Jelvényárus
- Hétköznapi történet 1–3. (1966, tévéfilmsorozat)
- Princ, a katona 1–3. (1966, tévéfilmsorozat) – A női szálló portása
- Sok hűhó semmiért (1966) – Házmester
- A gyilkos a házban van (1970) – Jelek
- Hahó, Öcsi! (1971) – postás

## További információ
- Peti Sándor a PORT.hu-n (magyarul)
- Peti Sándor az Internetes Szinkronadatbázisban (magyarul)
- Peti Sándor az Internet Movie Database-ben (angolul)